# Chromis xanthura
Chromis xanthura là một loài cá biển thuộc chi Chromis trong họ Cá thia. Loài này được mô tả lần đầu tiên vào năm 1854.

## Từ nguyên
Từ định danh xanthura được ghép bởi hai âm tiết trong tiếng Hy Lạp cổ đại: xanthós (ξανθός; "có màu vàng") và ourā́ (οὐρά; "đuôi"), hàm ý đề cập đến màu vàng trên hai thùy đuôi của cá con ở loài này.

## Phạm vi phân bố và môi trường sống
Từ Réunion, Maldives, đảo Giáng Sinh và quần đảo Cocos (Keeling), C. xanthura được phân bố trải rộng về phía đông tới quần đảo Pitcairn, ngược lên phía bắc đến Nhật Bản và đảo Đài Loan, xa về phía nam đến các bang Tây Úc và Queensland (Úc), Nouvelle-Calédonie và Tonga.
Nhiều cá thể đuôi đen trước đây được cho là biến dị kiểu hình của C. xanthura ở phía nam Nhật Bản và một số đảo quốc thuộc châu Đại Dương đã được công nhận là một loài hợp lệ dựa trên cơ sở phân tích hình thái và phân tử, là Chromis anadema. Ở Việt Nam, loài cá này được ghi nhận tại cù lao Chàm (Quảng Nam); dọc theo vùng duyên hải Nam Trung Bộ, bao gồm cả quần đảo Hoàng Sa và quần đảo Trường Sa.
C. xanthura sống tập trung trên đới mào rạn và sườn dốc của các rạn viền bờ ở độ sâu khoảng từ 3 đến 40 m.

## Mô tả
C. xanthura có chiều dài cơ thể lớn nhất được ghi nhận là 17 cm. Cơ thể có màu xám, ngoại trừ vây và cuống đuôi có màu trắng. Vảy viền đen sẫm. Nắp mang có viền đen ở rìa sau, một sọc tương tự ở rìa sau của xương trước nắp mang. Gốc vây ngực có một đốm đen. Cá con có màu vàng trên thùy đuôi và phía sau của vây lưng và vây hậu môn.
Số gai ở vây lưng: 13; Số tia vây ở vây lưng: 10–11; Số gai ở vây hậu môn: 2; Số tia vây ở vây hậu môn: 9–10; Số tia vây ở vây ngực: 18–20; Số gai ở vây bụng: 1; Số tia vây ở vây bụng: 5; Số vảy đường bên: 16–19; Số lược mang: 26–30.

## Sinh thái học
Thức ăn của C. xanthura là động vật phù du, đôi khi chúng hợp thành đàn lớn và cùng nhau kiếm ăn. Cá đực có tập tính bảo vệ và chăm sóc trứng; trứng có độ dính và bám vào nền tổ.